# L'Amour puni
 (avril 2025).
L'Amour puni est une fresque antique retrouvée dans la Maison de l'Amour puni à Pompéi et conservée depuis au musée archéologique national de Naples.
Située sur le mur nord d'un des tablinums de la Maison de l'Amour puni, la fresque a été réalisée entre les années 1 et 25. Elle a été retrouvée le 3 août 1844 et détachée par la suite de son emplacement.

## Description
La fresque est délimitée par un encadrement noir, avec une bordure rouge provenant du mur duquel elle a été détachée, et représente Aphrodite punissant Éros pour avoir fait tomber Arès amoureux d'une autre femme. À droite est représentée Aphrodite, assise sur un rocher, tenant sur ses genoux l'arc et les flèches volés à Eros et derrière elle se trouve Antéros ; les deux personnages regardent vers Éros : le premier d'une manière sévère, le second presque par dérision.
À gauche, Éros est représenté, de dos, en train de pleurer : il est accompagné d'une femme portant un bandeau dans les cheveux, identifiée comme Péitho. Entre les deux paires de personnages se trouve un arbre, tandis qu'à l'arrière-plan, dominé par la couleur blanche, on peut voir des rochers et de la végétation.